# Mont Talang
Le mont Talang est un volcan indonésien situé au centre de l'île de Sumatra, à environ 40 kilomètres à l'est de la ville de Padang. Son altitude est d'environ 2 600 mètres.

## Histoire
Le volcan s'est réveillé le 13 avril 2005 et plus de 20 000 personnes se sont enfuies de la zone à proximité de ce dernier, redoutant une éruption. Puis le volcan Marapi s'est mis également à donner des signes d'activité. Ces volcans ont été bouleversés par les très grands séismes qui ont secoué le Nord-Ouest de l'île en 2004 et 2005, dont celui ayant entraîné le tsunami du 26 décembre 2004.